# Busbiina
Genre
Busbiina est un genre d'insectes lépidoptères de la famille des Lycaenidae et de la sous-famille des Theclinae mono-typique présent en Amérique du sud.

## Dénomination
Le genre a été nommé par Robert K. Robbins (d) en 2004.

## Répartition
Busbiina bosora est présent en Amérique du Sud, en Équateur et en Guyane,.